# غوس سافاج
غوس سافاج (بالإنجليزية: Gus Savage) هو مُحرِّر وسياسي أمريكي، ولد في 30 أكتوبر 1925 في ديترويت في الولايات المتحدة، وتوفي في 31 أكتوبر 2015 في أوليمبيا فيلدز في الولايات المتحدة. حزبياً، نشط في الحزب الديمقراطي. في انتخابات مجلس النواب الأمريكي 1990 ‏، انتخب عضو مجلس النواب الأمريكي عن دائرة Illinois's 2nd congressional district ‏ وقد انضم خلال فترته النيابية ‏ (3 يناير 1991 – 3 يناير 1993)  للكتلة البرلمانية الحزب الديمقراطي وانتخب عضو مجلس النواب الأمريكي.